# Associerad Trio

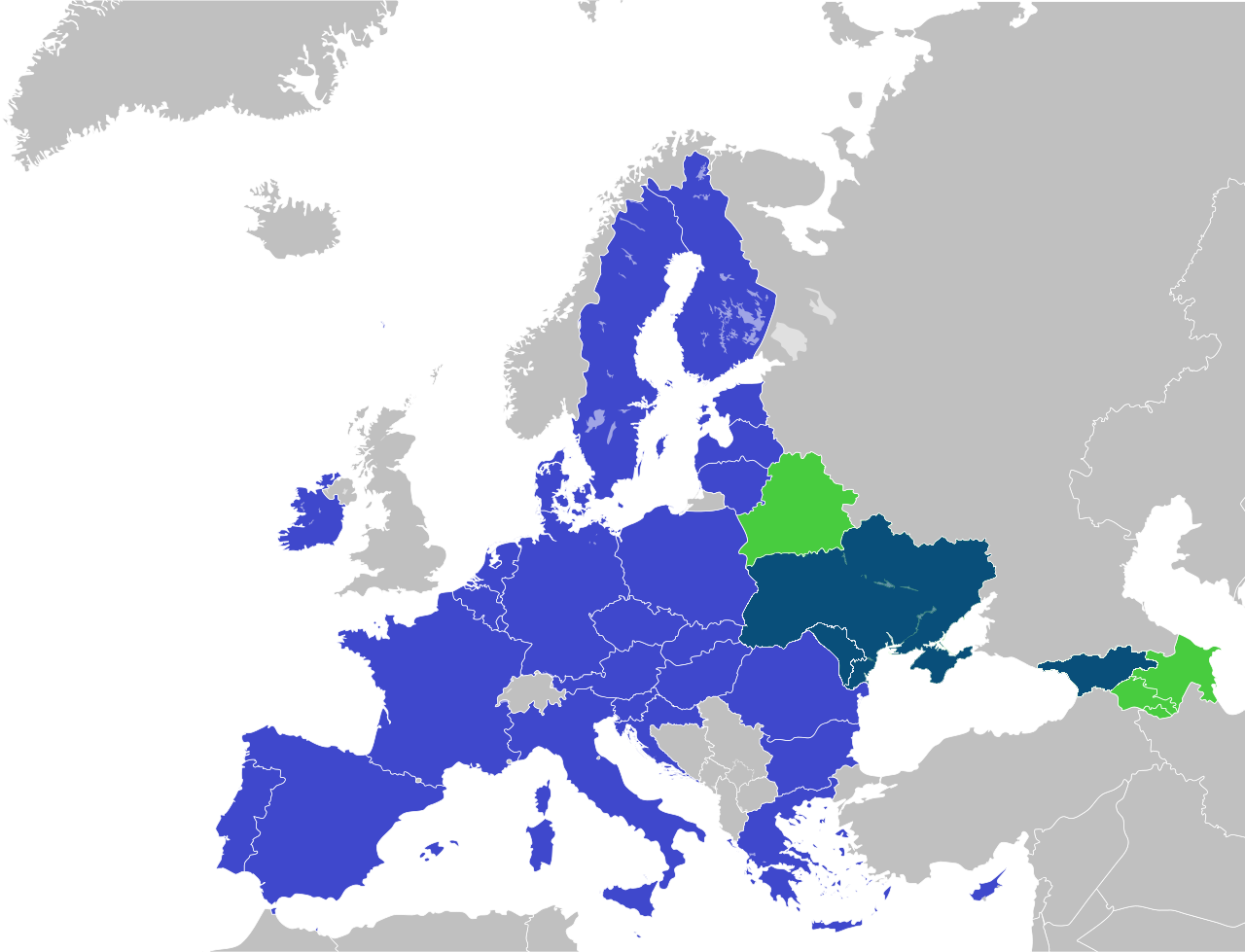

Den Associerade Trion (engelska: Association Trio; georgiska: ასოცირებული ტრიო, asotsirebuli trio; rumänska: Trio Asociat; ukrainska: Асоційоване Тріо, Asotsijiovane Trio) är ett samarbete för ökad samverkan, samordning och dialog mellan utrikesministerierna i Georgien, Moldavien och Ukraina. Dessa tre länder är associerade partners till den Europeiska unionen och är inom ramen för att inkluderas i det östliga partnerskapet för att gå med i EU.
Deltagarna i Trion uttrycker en tydlig ståndpunkt om att de är positiva till medlemskap i Europeiska unionen. Länderna bekräftar sitt åtagande genom att fortsätta att genomföra associeringsavtalen med EU, även om detta inte är det slutgiltiga målet för deras förbindelser med EU. I detta sammanhang påminner de om att enligt artikel 49 i EU-fördraget har de europeiska länderna Georgien, Moldavien och Ukraina ett europeiskt perspektiv och kan ansöka om medlemskap i Europeiska unionen, förutsatt att alla nödvändiga kriterier för EU-medlemskap är uppfyllda.
Genom att samordna sina insatser försöker Trion utöka möjligheterna till associeringsavtal, främja sektoriell konvergens med EU (integration i den digitala inre marknaden, energi- och tullunion, ENTSO-E, Schengenområdet, transportsamarbete, grön kurs, rättsliga och inrikes frågor, strategisk kommunikation, hälsa, säkerhet och försvar) och gradvis integreras i den europeiska inre marknaden.

## Historia
Ett gemensamt memorandum mellan Georgiens, Moldaviens och Ukrainas utrikesministrar, David Zalkaliani, Aurelio Chocoi och Dmytro Kuleba, om skapandet av formatet undertecknades den 17 maj 2021 i Kiev, Ukraina.
Ukrainas utrikesminister Kuleba uppgav att detta initiativ kommer att hjälpa de tre länderna att tillsammans mer effektivt genomgå europeisk integration.
Enligt Kuleba innehåller den Associerade Trion tre huvudelement: strukturera samråd om europeisk integration mellan de tre utländska ministerierna, delta i dialog med europeiska institutioner och EU-medlemmar samt samordna positionerna för länder inom det östliga partnerskapet.
Den 18 maj 2021 uppgav representanten för EU:s diplomatiska avdelning, Peter Stano, att Europeiska unionen respekterar och delar åtagandet för den europeiska integrationen av Ukraina, Georgien och Moldavien, som skapade den så kallade "associerade trion":
| ” | Europeiska unionen erkänner de europeiska ambitionerna och det europeiska valet av associerade partner - Georgien, Republiken Moldavien och Ukraina. Dessa länder är nära EU-grannar och partner i det östliga partnerskapet. Alla våra grannar är suveräna och oberoende. Vi respekterar deras val, utrikespolitiska prioriteringar och strategiska mål, inklusive undertecknande av ett memorandum mellan dem om att stärka samarbetet inom den europeiska integrationen. Europeiska unionen stöder vart och ett av dessa länder i deras reform- och omvandlingsprocesser, investerar betydande tid, ekonomiskt och tekniskt bistånd för att ge konkreta fördelar och förbättra sina medborgares liv. Vi fokuserar på det fullständiga genomförandet av våra respektive föreningsavtal för att dra full nytta av deras möjligheter. | „ |

## Mekanismer för samarbete
I överensstämmelse med de gemensamma intressena för deras europeiska integration samarbetar deltagarna för att förbättra sin politiska förening och ekonomiska integration med EU, i enlighet med respektive associeringsavtal, och främja nya möjligheter inom det östliga partnerskapet. Deltagarna anser att den betydande potentialen för vidareutveckling av deras integration med EU kräver att verktygen och områdena för samarbete motsvarar behoven och kapaciteterna i den Associerade Trion, vilket ger dem fler möjligheter till förstärkt politisk dialog eftersom de får större ekonomisk och sektoriell integration.
Deltagarna är övertygade om att processen för deras europeiska integration kommer att dra nytta av det incitamentsbaserade tillvägagångssättet ("mer för mer"), som syftar till att sätta progressiva riktmärken för integrationsprocessen och tillhandahålla konkreta resultat för sina samhällen. Deltagarnas bidrag till samarbetet inom det östliga partnerskapet påverkar inte deras bilaterala samarbete med EU i linje med deras europeiska ambitioner. Deltagarna understryker vikten av EU-stöd till partnernas suveränitet och territoriella integritet inom deras internationellt erkända gränser, samt att stärka deras motståndskraft och möta säkerhetsutmaningarna. Deltagarna kommer att fortsätta arbeta för att stärka EU:s roll för att främja fredliga lösningar av konflikter inom relevanta format och plattformar.
Med beaktande av ambitiösa och komplexa EU-orienterade reformagendor i de Associerade Trio-staterna erkänner deltagarna den avgörande rollen för EU-stödet, framför allt genom särskilda finansiella instrument som motsvarar nivån på deras åtaganden och mål och i linje med principen om villkorlighet i förhållande till framstegen inom reformerna.
Då deltagarna styrdes av målet att fördjupa sin europeiska integrationsprocess samt att vara villiga att säkerställa ytterligare strategisk utveckling av det östliga partnerskapet, kom de överens om att gemensamt främja följande mål i dialogen med EU-institutionerna och EU:s medlemsstater:
- Utöka dagordningen för dialogerna mellan Europeiska kommissionen och den Associerade Trion, utöver DCFTA- relaterade frågor, till nya tematiska områden för förstärkt samarbete, såsom transport, energi, digital omvandling, grön ekonomi, rättsliga och inrikes frågor, strategisk kommunikation samt hälso- och sjukvård;
- Att se bortom DCFTA-ramverket och utarbeta ytterligare verktyg för att underlätta och påskynda integrationen av den Associerade Trion i EU:s inre marknad.
- Förbättra säkerhets- och försvarssamarbetet med EU med särskilt fokus på att motverka hybridhot, stärka cyberresiliens, utveckla samarbetsplattformar med EU:s hybridfusionscell och EU:s cybersäkerhetsbyrå, deltagande i GSFP-uppdrag och operationer samt deltagande i EU:s permanenta Strukturerade samarbetsprojekt (PESCO);
- Främja ytterligare engagemang för den Associerade Trion i EU:s ramprogram och byråer.
- Stödja mobilisering av EU:s robusta bistånd för att upprätthålla komplexa reformer av den Associerade Trion och säkerställa deras tillgång till alternativa medel och resurser till EU:s förfogande, inklusive för genomförande av projekt av gemensamt intresse.
- Koordinering av gemensamma insatser inom det östliga partnerskapet, baserat på europeiska ambitioner och gemensamma behov från den Associerade Trion.

### Metoder för samarbete
Vid tillämpningen av detta memorandum är deltagarna överens om att stärka sitt samarbete på följande sätt:
- Genomföra regelbundna och / eller tillfälliga trilaterala samråd för att granska den pågående utvecklingen eller diskutera specifika frågor inom ramen för deras integration med EU, liksom samarbete inom det östliga partnerskapet.
- Upprättande av Associerade Trio -koordinatorer inom utrikesministerierna.
- Hålla koordinationsmötena "Associerad Trio" om experter, högre tjänstemän och, när så är lämpligt, ministernivåer inför viktiga händelser på det östliga partnerskapsagendan, med särskilt fokus på evenemang på hög nivå.
- Genomföra gemensamma diplomatiska bearbetanden mot EU:s institutioner och EU:s medlemsstater om gemensamt överenskomna frågor relaterade till deras europeiska ambitioner, gemensamma initiativ för deras europeiska integration samt samarbete inom det östliga partnerskapet.
- Genomföra samordnad offentlig kommunikation om de gemensamma tillvägagångssätten relaterade till de europeiska ambitionerna för den Associerade Trion och samarbete inom det östliga partnerskapet, inklusive expertevenemang och publikationer.
- Utveckla nya dialogplattformar med regionala initiativ som involverar EU:s medlemsstater, i syfte att mobilisera stöd till den Associerade Trions europeiska ambitioner.
- Med tanke på andra former av samarbete och med tanke på ny utveckling, behov och strategiska mål som härrör från framsteg i Trio Partners-integrationen med EU.

## Trio + 1
I december 2019, efter det åttonde plenarsammanträdet i Euronest parlamentariska församling, antogs en resolution av alla medlemmar som beskriver olika EU-integrationsmål som ska uppnås 2030. Resolutionen betonar vikten av det östliga partnerskapsprogrammet och hur initiativet stöder de sex EU-associerade länderna genom att låta dem gå snabbare med reformgenomförande och djupare politisk och ekonomisk integration med EU. Resolutionen myntade termen "Trio + 1", som representerar de tre associeringsavtal som upprättats med Georgien, Moldavien och Ukraina, liksom CEPA med Armenien. Resolutionen uppmanar till att främja ytterligare integrationsinsatser mellan EU och gruppen "Trio + 1" under det kommande decenniet.

## EU-medlemskapsperspektiv
Från och med januari 2021 förbereder Georgien och Ukraina sig för att formellt ansöka om EU-medlemskap 2024 för att gå med i Europeiska unionen på 2030-talet.
Europaparlamentet noterar att i enlighet med artikel 49 i fördraget med EU har Georgien, Moldavien och Ukraina, liksom alla andra europeiska länder, ett europeiskt perspektiv och kan ansöka om EU-medlemskap i enlighet med demokratins principer, - sa i en resolution från Europaparlamentet i Bryssel som antogs vid den senaste sessionen före valet till Europaparlamentet, som ägde rum den 23-25 maj 2014.